# تپه خونان
تپه خونان مربوط به دوران‌های تاریخی پس از اسلام است و در شهرستان بوئین‌زهرا، بخش مرکزی، روستای خونان واقع شده و این اثر در تاریخ ۲۵ اسفند ۱۳۸۰ با شمارهٔ ثبت ۵۴۵۳ به‌عنوان یکی از آثار ملی ایران به ثبت رسیده است.